# John S. Robertson
John Stuart Robertson (London, 14 giugno 1878 – Escondido, 5 novembre 1964) è stato un regista e attore canadese noto per aver diretto nel 1920 John Barrymore in Dr. Jekyll e Mr. Hyde.

## Biografia
Iniziò a lavorare con la Vitagraph e quindi con la Famous Players Lasky (la futura Paramount), girando nel corso della sua carriera 57 film.
Lavorò spesso insieme alla moglie, la sceneggiatrice Josephine Lovett.

## Filmografia

### Regista
- Love and Trout – cortometraggio (1916)
- The Thorn and the Rose – cortometraggio (1916)
- Getting By – cortometraggio (1916)
- Trouble for Four – cortometraggio (1916)
- Justice a la Carte – cortometraggio (1916)
- The Meeting – cortometraggio (1917)
- The Lovers' Knot – cortometraggio (1917)
- Intrigue (1917)
- The Money Mill (1917)
- Vanity and Some Sables – cortometraggio (1917)
- A Service of Love – cortometraggio (1917)
- Baby Mine, co-regia di Hugo Ballin (1917)
- The Bottom of the Well (1917)
- Liberatore (The Menace) (1918)
- The Girl of Today (1918)
- The Better Half (1918)
- The Make-Believe Wife (1918)
- Little Miss Hoover (1918)
- Here Comes the Bride (1919)
- The Test of Honor (1919)
- Let's Elope (1919)
- Come Out of the Kitchen (1919)
- The Misleading Widow (1919)
- Sadie Love (1919)
- Erstwhile Susan (1919)
- Dr. Jekyll e Mr. Hyde (1920)
- A Dark Lantern (1920)
- Away Goes Prudence (1920)
- 39 East (1920)
- Sentimental Tommy (1921)
- The Magic Cup (1921)
- La maschera di carne (Footlights) (1921)
- Love's Boomerang (1922)
- The Spanish Jade (1922)
- La ragazza del West (Tess of the Storm Country) (1922)
- Lo scialle lucente (The Bright Shawl) (1923)
- The Fighting Blade (1923)
- Twenty-One (1923)
- The Enchanted Cottage (1924)
- Classmates (1924)
- New Toys (1925)
- Sinfonia tragica (Soul-Fire) (1925)
- Shore Leave (1925)
- Annie Laurie (1927)
- La nave dei galeotti (Captain Salvation) (1927)
- Il pirata dell'amore (The Road to Romance) (1927)
- Donna che ama (The Single Standard) (1929)
- La geisha di Shanghai (Shanghai Lady) (1929)
- Avventura notturna (Night Ride) (1930)
- La fanciulla di Saint Cloud (Captain of the Guard), regia di Pál Fejös - rimpiazzato da Robertson (1930)
- Madonna of the Streets (1930)
- Beyond Victory (1931)
- Il fantasma di Parigi (The Phantom of Paris) (1931)
- Little Orphan Annie (1932)
- One Man's Journey (1933)
- The Crime Doctor (1934)
- His Greatest Gamble (1934)
- Wednesday's Child (1934)
- Grand Old Girl (1935)
- Captain Hurricane (1935)
- Un angolo di paradiso (Our Little Girl) (1935)

### Attore
- The Supreme Temptation, regia di Harry Davenport (1916)
- The Destroyers, regia di Ralph Ince (1916)
- The Conflict, regia di Ralph Ince (1916)
- His Wife's Good Name, regia di Ralph Ince  (1916)
- The Combat, regia di Ralph Ince (1916)
- The Scarlet Runner, regia di William P.S. Earle e di Wally Van (1916)
- An Enemy to the King, regia di Frederick A. Thomson (1916)
- Her Right to Live, regia di Paul Scardon (1916)
- The Maelstrom, regia di Paul Scardon (1917)

### Produttore
- Captain Salvation, regia di John S. Robertson (1927)
- The Single Standard, regia di John S. Robertson (1929)

### Sceneggiatore
- The Girl of Today, regia di John S. Robertson (1918)